# Melanocharacidium
Melanocharacidium is een geslacht van straalvinnige vissen uit de familie van de grondzalmen (Crenuchidae).

## Soorten
- Melanocharacidium auroradiatum Costa & Vicente, 1994
- Melanocharacidium blennioides (Eigenmann, 1909)
- Melanocharacidium compressus Buckup, 1993
- Melanocharacidium depressum Buckup, 1993
- Melanocharacidium dispilomma Buckup, 1993
- Melanocharacidium melanopteron Buckup, 1993
- Melanocharacidium nigrum Buckup, 1993
- Melanocharacidium pectorale Buckup, 1993
- Melanocharacidium rex (Böhlke, 1958)